# Eilif Mortansson
Daniel Jacob Eilif Mortensen (bedre kendt under navnet Eilif Mortansson) (født 14. januar 1916 i Trongisvágur ved Tvøroyri, død i 1989) var en færøsk forfatter.  
Han har (under pseudonymet Gretha Stevns) skrevet en lang række pigeromaner om Pernille og Susy. Han skrev også under pseudonymet Peter Pløk. Han skrev på dansk. Han gik på præliminærkursus i Tvøroyri, tog bevis i 1930, derefter flyttede han til Danmark, hvor han gik på Rungsted Gymnasium, hvor han fik sit bevis i 1933. Han blev boende i Danmark, blev i 1942 gift med Grethe Hansen-Stevns. Hans debut i bogform var i 1949 med bogen "Færøske stemninger" (noveller). Han studerede bl.a. jura og arbejdede i flere år på Det kongelige Bibliotek.

### Bøger som er oversat til færøsk
- 1948 - Ein ribbaldur (oversat til færøsk af hans far Johan Mortensen og Páll J. Nolsøe)[4]
- 1992 Ein sjógarpur (oversat til færøsk af Elin Mortensen)
- 1993 Sjórænaraskip í eygsjón (oversat af Elin Mortensen)
- 1993 Sjórænarar á norðhavinum (oversat af Elin Mortensen)
- 1994 Magnus Heinason-Svíkjari innanborða - 4 (oversat af Elin Mortensen)[5]
- 1995 Magnus Heinason - Seinasta ferð skiparans - 5 (oversat af Elin Mortensen)
- 2000 Snæbjørn (oversat til færøsk af Hans Thomsen)[6][7]